# Lycophotia varia
Lycophotia varia är en fjärilsart som beskrevs av Charles Joseph de Villers 1789. Lycophotia varia ingår i släktet Lycophotia och familjen nattflyn. Inga underarter finns listade i Catalogue of Life.